# Porta San Vitale
Porta San Vitale (pôrta ed Stra San Vidèl in bolognese) è una delle porte della terza cinta muraria di Bologna.

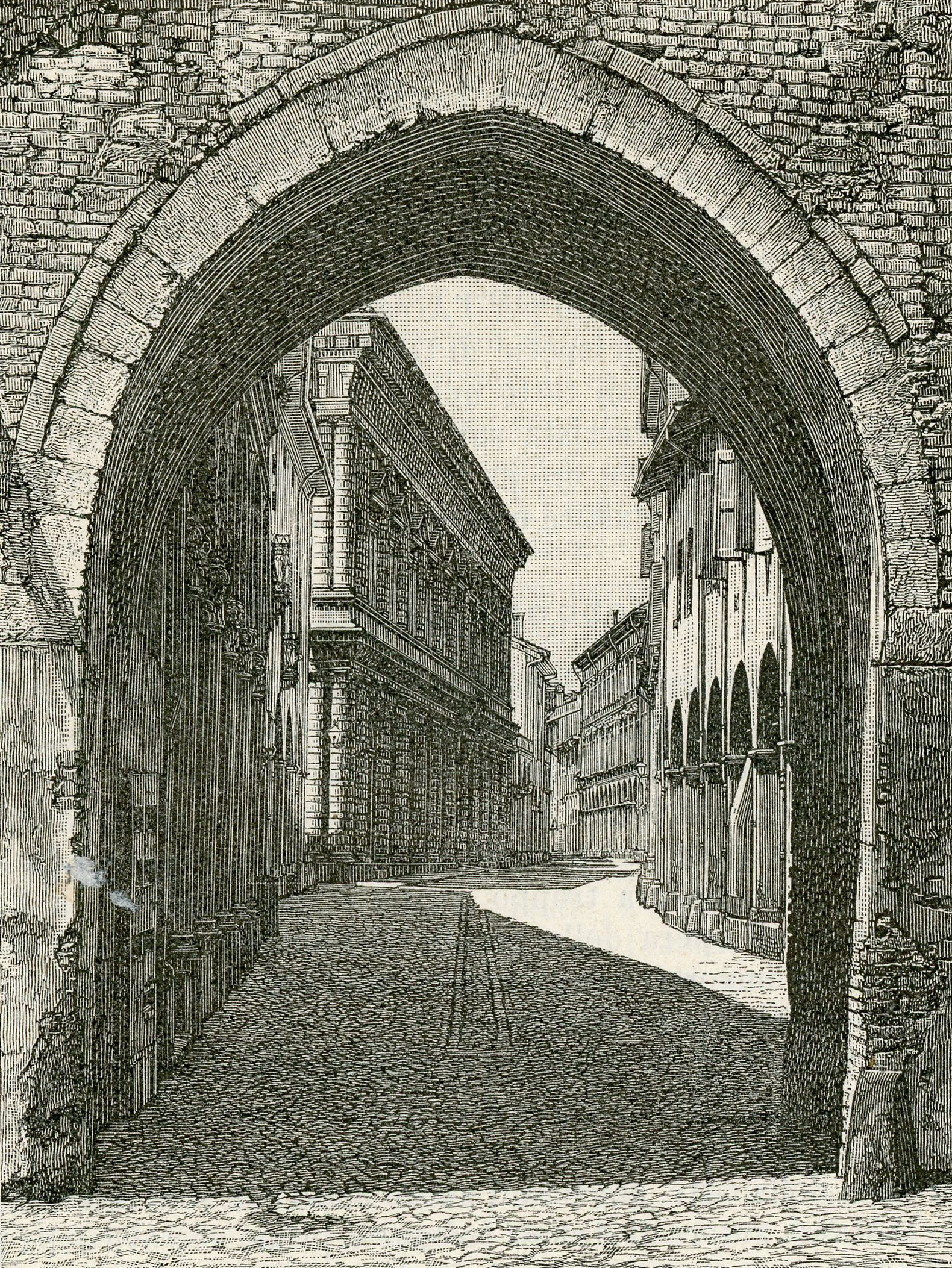
Porta e strada di San Vitale in una stampa di fine 800.

## Storia
Porta San Vitale sorge alla fine dell'omonima via, nel punto in cui quest'ultima cambia nome in via Giuseppe Massarenti, in corrispondenza all'incrocio con i viali di circonvallazione. 
Costruita nel 1286, è realizzata in laterizio. Fin dalle origini ebbe una particolare rilevanza poiché sorgeva sull'asse viario per Ravenna.
Originariamente era sormontata da un torrione, demolito nel XVI secolo, e comprendeva gli alloggi per il capitano e le guardie. Dopo diverse ristrutturazioni e la costruzione di un ponte levatoio nel 1354 (demolito alla fine del Settecento), ha assunto le attuali dimensioni con i lavori del 1950-52, quando venne tolto il rivellino e l'avancorpo esterno. Al pari delle altre porte cittadine, porta San Vitale è stata oggetto di importanti lavori di restauro fra il 2007 e il 2009.